# Mariano Marín Rodríguez-Rivas
Mariano Marín Rodríguez-Rivas (Gijón, Asturias, 1926-Gijón, 5 de noviembre de 2022) fue un arquitecto español. 

## Biografía
Nacido en Gijón en el seno de una familia muy vinculada al mundo del arte. Su tatarabuelo Florentino Decraene, de origen belga, fue pintor y litógrafo en la corte de Isabel II. Su bisabuelo Rudesindo se dedicó a la escenografía teatral y operística; mientras que su madre posó para el pintor Julio Romero de Torres para el cuadro titulado "La muerte de Santa Inés". Fue el tercer miembro de su familia que se dedicó a la arquitectura; su abuelo fue uno de los principales arquitectos asturianos de finales del siglo XIX y comienzos del XX, Mariano Marín Magallón, y su padre, Mariano Marín de la Viña, del primer cuarto del siglo XX. Su hijo, Mariano Marín Albi, se dedica a la abogacía y a la política.
En Madrid, tras licenciarse en la Escuela Técnica Superior de Arquitectura de Madrid ETSAM (Universidad Politécnica de Madrid) en 1957, obtiene una beca que le posibilita realizar un máster en el Instituto de Tecnología de Massachusetts (1958-1959). De regreso a Madrid, se doctora en la ETSAM (1962), ingresa en el Cuerpo de Arquitectos de Hacienda, y se traslada definitivamente a su Gijón donde desarrolla gran parte de su actividad profesional.
Fue decano del Colegio de Arquitectos de Asturias en dos etapas (1976-1978) y (1983-1985).
Casado con María Isabel Ballina Alonso en segundas nupcias. En su primer matrimonio tuvo tres hijos: Mariano, Tomás y María Marín.
Falleció el 5 de noviembre de 2022, en la ciudad donde había nacido 96 años antes.

## Obras destacadas
Realizó gran parte de su obra arquitectónica en Gijón. En la ciudad asturiana destacan: varios edificios de viviendas, el Real Club de Tenis (1963); la estación de servicio Mayfer (1960), ya desaparecida, situada en la avenida de Portugal, caracterizada por sus paraguas de hormigón, evidente inspiración compartida con Norman Foster, cuando cuarenta años después diseña las estaciones de servicio Repsol; el edificio de la calle Ramón y Cajal, 38 (1961), el edificio de la manzana de Los Campos (1962) y el edificio plaza Europa, 14, que él consideraba su mejor obra y donde ubicó su estudio. Realizó algunas de sus obras junto a su padre, Mariano Marín de la Viña (1886-1962).
En Asturias realizó una amplia actividad vinculada a las Viviendas de Protección Pública (VPP). En una primera etapa renovó cuarteles y barrios mineros; para posteriormente, en una segunda etapa, abordó diversos grupos de viviendas construidas en las localidades de: Cudillero, El Entrego, Grado, Nava y Oviedo; y en una tercera etapa (1980-1995), dirigió diversos proyectos para el Instituto Social de la Marina, concretamente a través de las casas del mar de Cudillero, Luarca, Tapia de Casariego y Ribadesella.
De regreso a Gijón, intervino en la supresión de la barrera ferroviaria de la ciudad, elaborando un proyecto no construido en el que mantenía en los terrenos las terminales de ferrocarril y autobuses y ubicaba un Palacio de Congresos.

## Premios
- Primer premio por el proyecto de la delegación del Ministerio de Obras Públicas (Bilbao), realizado en colaboración con Ignacio Álvarez Castelao (1967)
- Premio Asturias de Arquitectura (1986) por un grupo de viviendas de promoción pública en Cudillero.
- Primer Premio Castelao del Colegio de Arquitectos de Asturias (2017)[6]